# Dolina Baliem
Dolina Baliem, także: Dolina Balim lub Wielka Dolina – wysoka dolina w środkowej części wyżyn indonezyjskiej prowincji Papua, w zachodniej Nowej Gwinei.

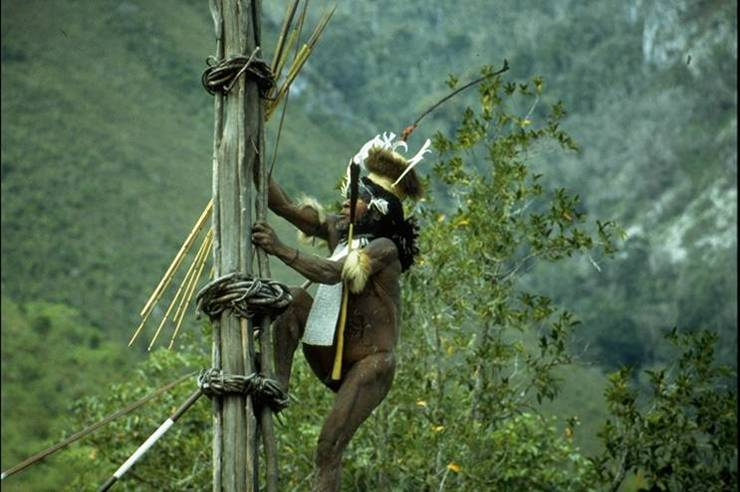
Wódz wojenny

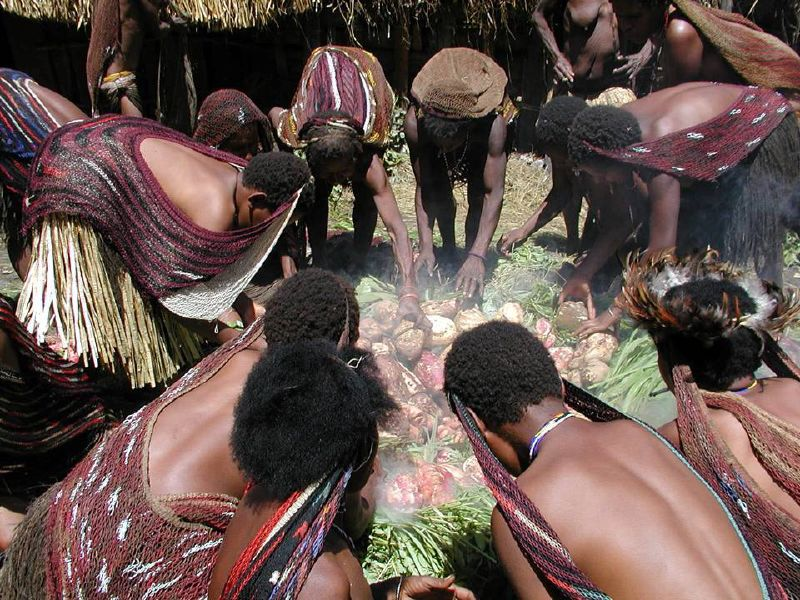
Ceremonia Barapen

## Położenie i dostęp
Dolina Baliem znajduje się w centralnej części wyżyn indonezyjskiej Papui. Ma długość 72 km i szerokość ok. 15–31 km. Autochtonicznymi mieszkańcami doliny są ludy Dani, Yali i Lani, które są odrębne od siebie pod względem językowym. Głównym miastem Doliny Baliem jest Wamena, przez którą można bez problemu dostać się do doliny. Do Baliem można również dotrzeć z miasta Jayapura.

## Historia odkrycia
Dolina Baliem została odkryta w 1938 przez zoologa Richarda Archbolda. Przypadkowo zidentyfikował on dolinę rolną pośrodku dżungli, otoczoną górami do 4500 m wysokości podczas lotu widokowego. Późne odkrycie wynika przede wszystkim z nierozwinięcia rozległych części wyspy. Nawet dzisiaj obszary osadnicze papuaskiego ludu Korowai są całkowicie nietknięte. Nie jest to zaskakujące, ponieważ papuaska dżungla jest uważana za najbardziej nieprzeniknioną na świecie. Z powodu długiego braku kontaktu tradycyjne sposoby życia ludu Dani i różnych rdzennych społeczności papuaskich można było zachować do połowy ubiegłego wieku. W 1953/1954 pierwszy misjonarz, Lloyd van Stone, przybył do tej doliny przez skok ze spadochronem. Pomimo postępu przemysłowego, który zmienił życie osadników, miejscowa ludność nadal żyje w odległych obszarach, zgodnie z tradycją swoich przodków.
Nazwa „Wielka Dolina” (niderl. Grote Vallei) została nadana w okresie holenderskim i była pierwszym spopularyzowanym określeniem na tę dolinę.

## Festiwal w dolinie Baliem

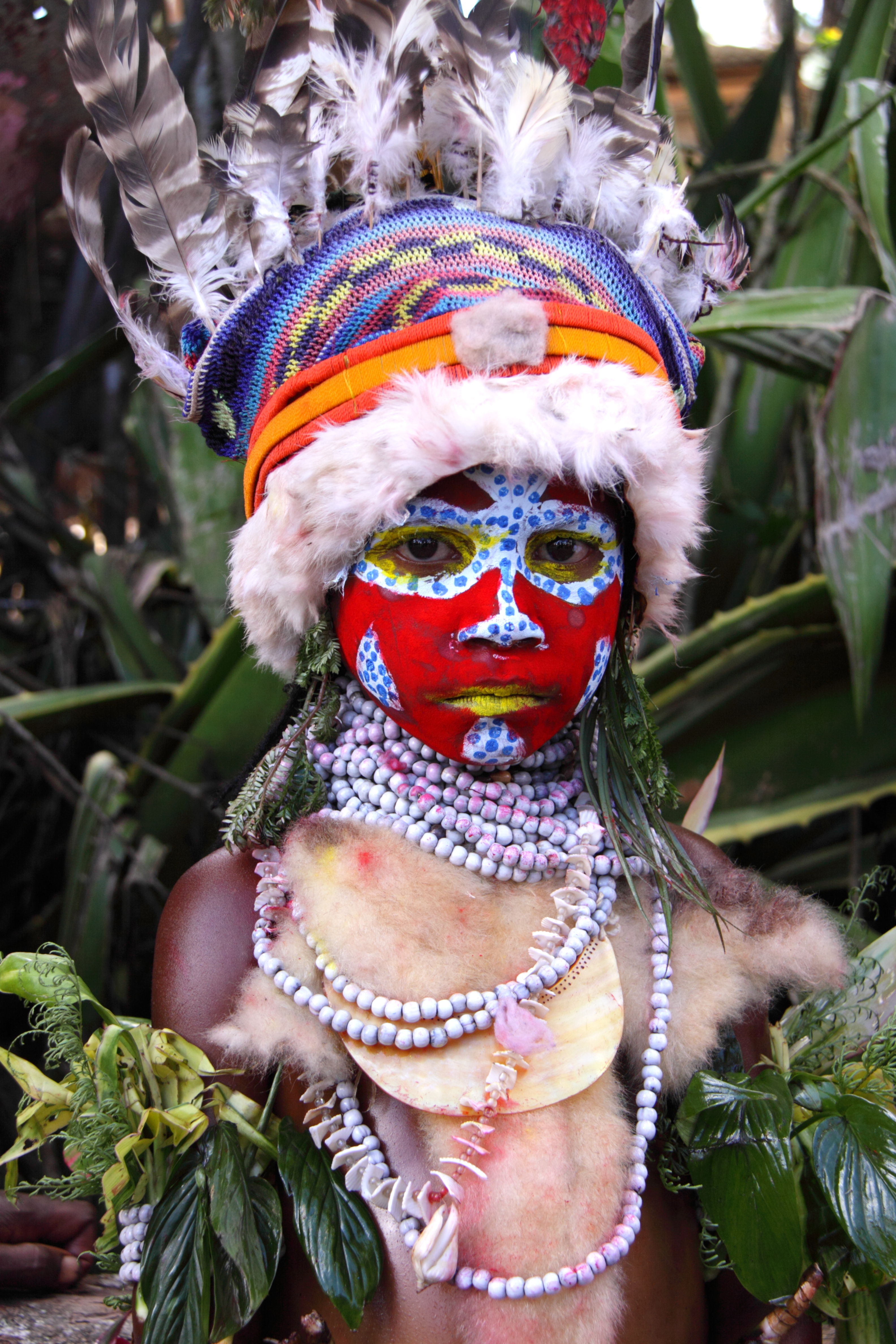
Festiwal w dolinie Baliem, 2009

Najważniejszym wydarzeniem w dolinie Baliem jest festiwal, nazywany przez miejscowych „festiwalem pasola”. Uroczystość ta demonstruje walki różnych plemion z wyżyn Wamena i doliny Baliem, w tym ludów Dani, Lani i Yali. Przedstawienie wojowników ma na celu pokazanie zwinności i gotowości plemion do obrony swoich wiosek.
Festiwal odbywa się każdego roku, w sierpniu. Najważniejszą atrakcją jest wyścig świń.